# Boulevard Émile-Augier
Le boulevard Émile-Augier est une voie du 16e arrondissement de Paris.

## Situation et accès

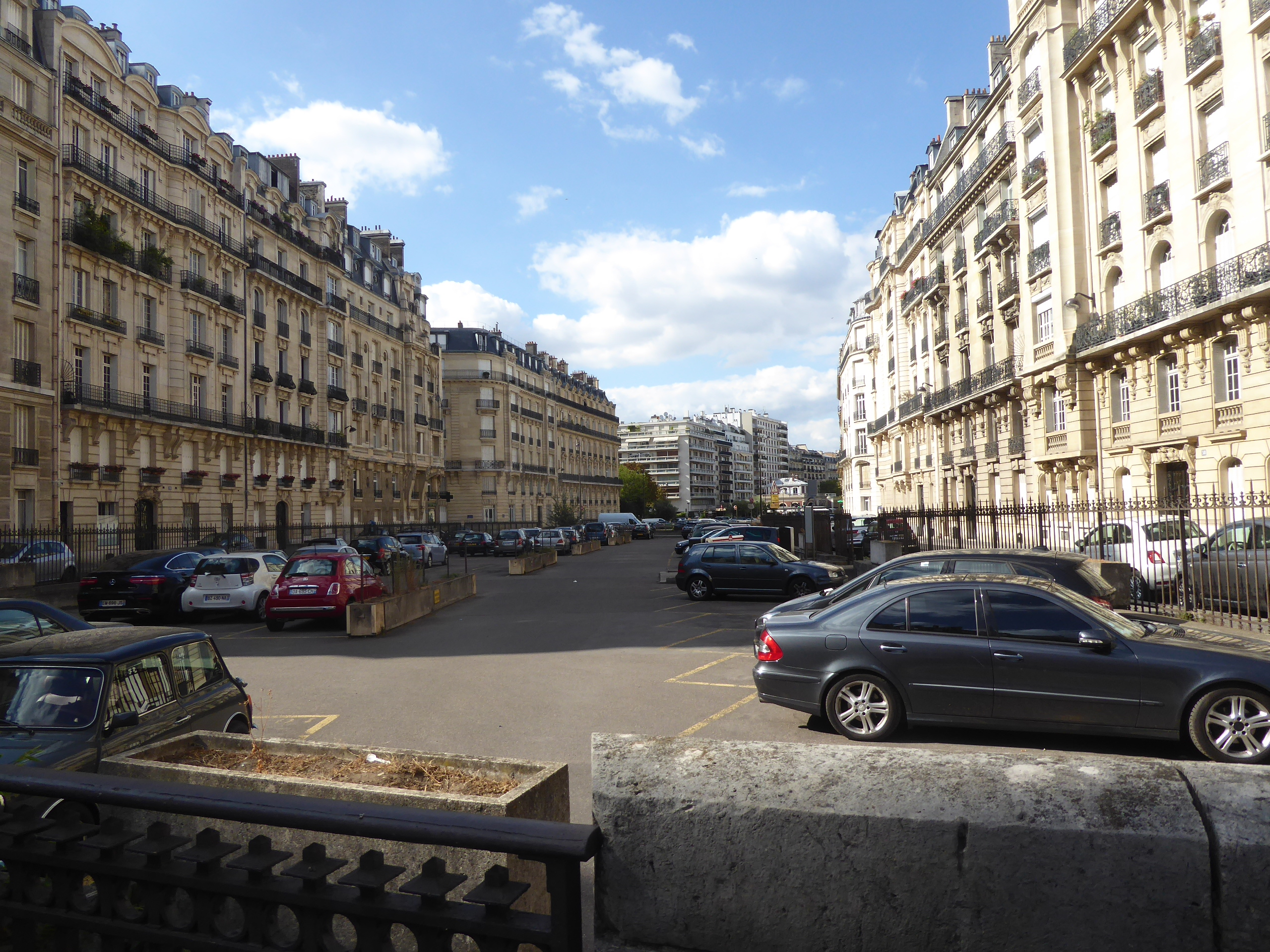

Le boulevard Émile-Augier est une voie publique située dans le 16e arrondissement de Paris. Il commence au croisement du 12, chaussée de la Muette et du 2, rue d’Andigné et se termine au 3, place Tattegrain, au croisement avec l'avenue Henri-Martin. Orienté nord-sud, il est long de 640 mètres, avec une largeur variant de 10 à 16 mètres.
Sur sa partie nord, de l'autre côté de la tranchée occupée par la friche de l'ancienne ligne de Petite Ceinture, son pendant est le boulevard Jules-Sandeau.
Le boulevard est desservi par la ligne de métro 9, à la station La Muette, ainsi que par la gare de l'avenue Henri-Martin et la gare de Boulainvilliers de la ligne C se situent à ses deux extrémités (respectivement nord et sud).

## Origine du nom

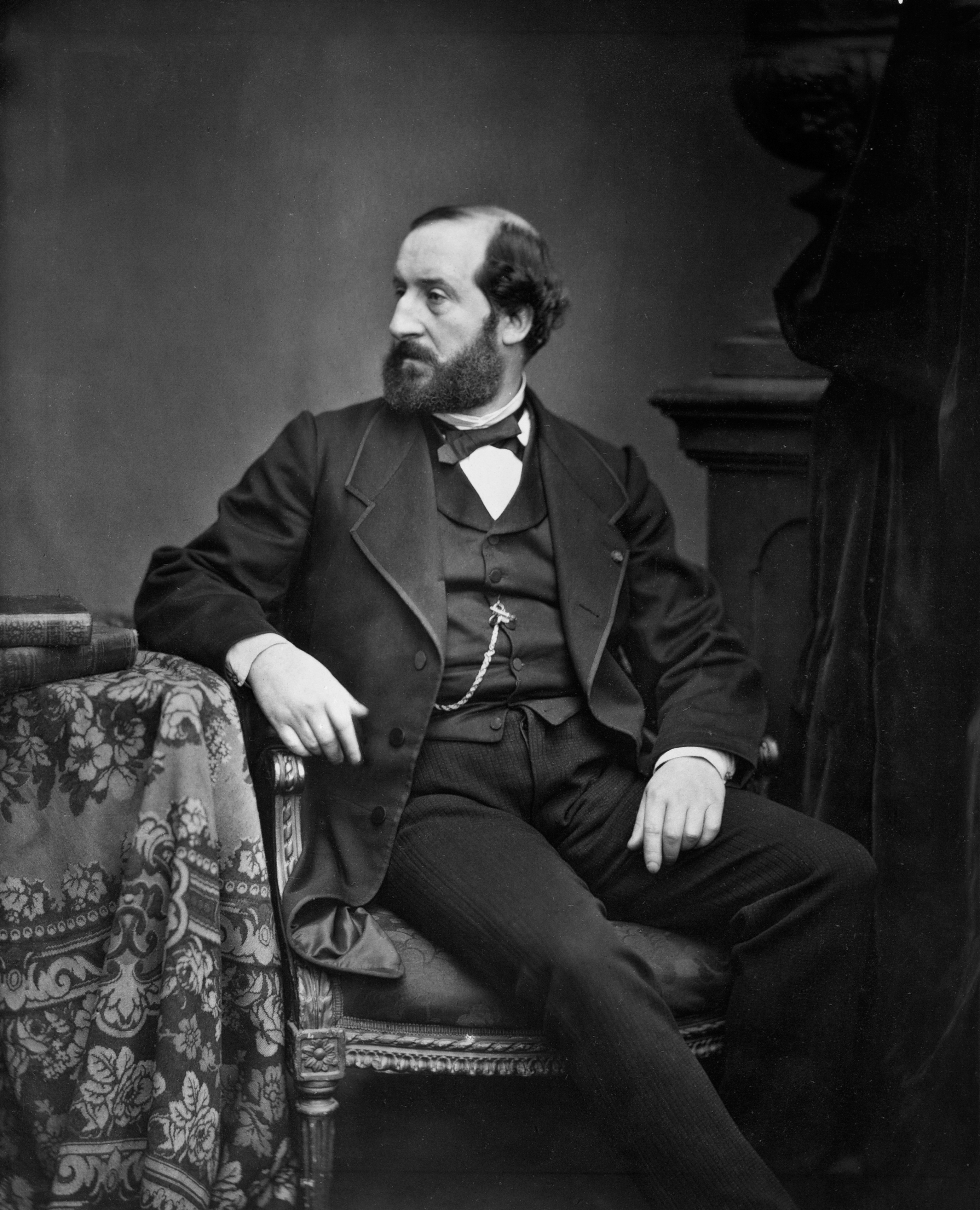
Le poète Émile Augier.

Cette voie porte le nom du poète et auteur dramatique Émile Augier (1820-1889).

## Historique

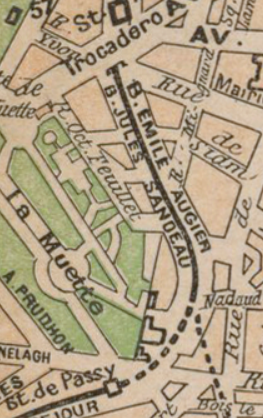
Plan du boulevard en 1900. À l'ouest, château de la Muette.

La partie sud de l'actuel boulevard fait à l'origine partie de l'avenue de la Petite-Muette, ouverte en 1854 entre la chaussée de la Muette et la rue Gustave-Nadaud (laquelle est alors intégrée à l'avenue). Direction nord-est, l'avenue fait une courbe au niveau du tracé de l'actuelle rue Gustave-Nadaud puis débouche sur la rue de la Pompe,.
Le segment méridional de l'avenue est prolongé vers le nord-ouest lors de l'ouverture du chemin de fer d'Auteuil en contrebas, formant une voie latérale jusqu'à l'avenue Henri-Martin. Ce nouvel aménagement reçoit en 1893 sa dénomination actuelle, qui est étendue à l'ensemble du boulevard (donc à la partie sud de l'avenue de la Petite-Muette) en 1894. Le reste de l'ancienne avenue prend alors le nom du chansonnier Gustave Nadaud.
Il ne faut pas confondre le boulevard Émile-Augier avec l'ancienne rue Émile-Augier, actuelle rue Jean-Richepin.
En 1906, des maçons en grève, après une réunion à la bourse du travail, tentent de débaucher les ouvriers travaillant sur des chantiers de construction situés dans le quartier, actuel boulevard Émile-Augier, rue Edmond-About, rue de Franqueville, etc. Des violences s’ensuivent et une trentaine d’arrestations sont opérées.
En 1985, la ligne de chemin de fer est désaffectée. La tranchée située entre le boulevard Émile-Augier et le boulevard Jules-Sandeau est depuis devenue une friche. Sa partie sud (à partir du croisement avec la rue Octave-Feuillet) est à l'air libre ; sa partie nord (après l'intersection avec la rue Edmond-About et la rue Édouard-Fournier), est couverte par une dalle faisant office de terre-plein et qui accueille un parking.

## Bâtiments remarquables et lieux de mémoire
- No 2 : alors qu'il quittait son domicile, situé à cette adresse, et se dirigeait vers sa voiture, le diplomate américain Charles R. Ray (en) est assassiné en pleine rue le 18 janvier 1982 ; Georges Ibrahim Abdallah a été condamné pour complicité[4],[5].
- No 5 : consulat général d'Italie à Paris.
- No 8 : l’écrivain suisse Marcel Rouff (1877-1936) a vécu à cette adresse de 1920 à sa mort[6] ; en 1947, l’appartement familial, alors occupé par le fils de l’écrivain, artiste dramatique, est perquisitionné par la brigade financière dans le cadre de l’affaire dite des « banquiers noirs », une importante affaire de trafic d’or et de devises ; la police découvre dans l’appartement pour 4 700 000 francs de devises[7].
- No 14 : immeuble situé à l’angle de la rue Gustave-Nadaud, construit par l’architecte Louis Salvan à la fin du XIXe siècle[8].
- No 24-34 : établissement Gerson.
- No 36 : c’est devant son immeuble que l’homme politique et ancien ministre Joseph Fontanet est assassiné dans la nuit du 31 janvier au 1er février 1980[9]. En impasse, la rue Jules-Claretie commence à ce niveau.
- No 48 : l'archéologue Maurice Pinoteau y a vécu[1].

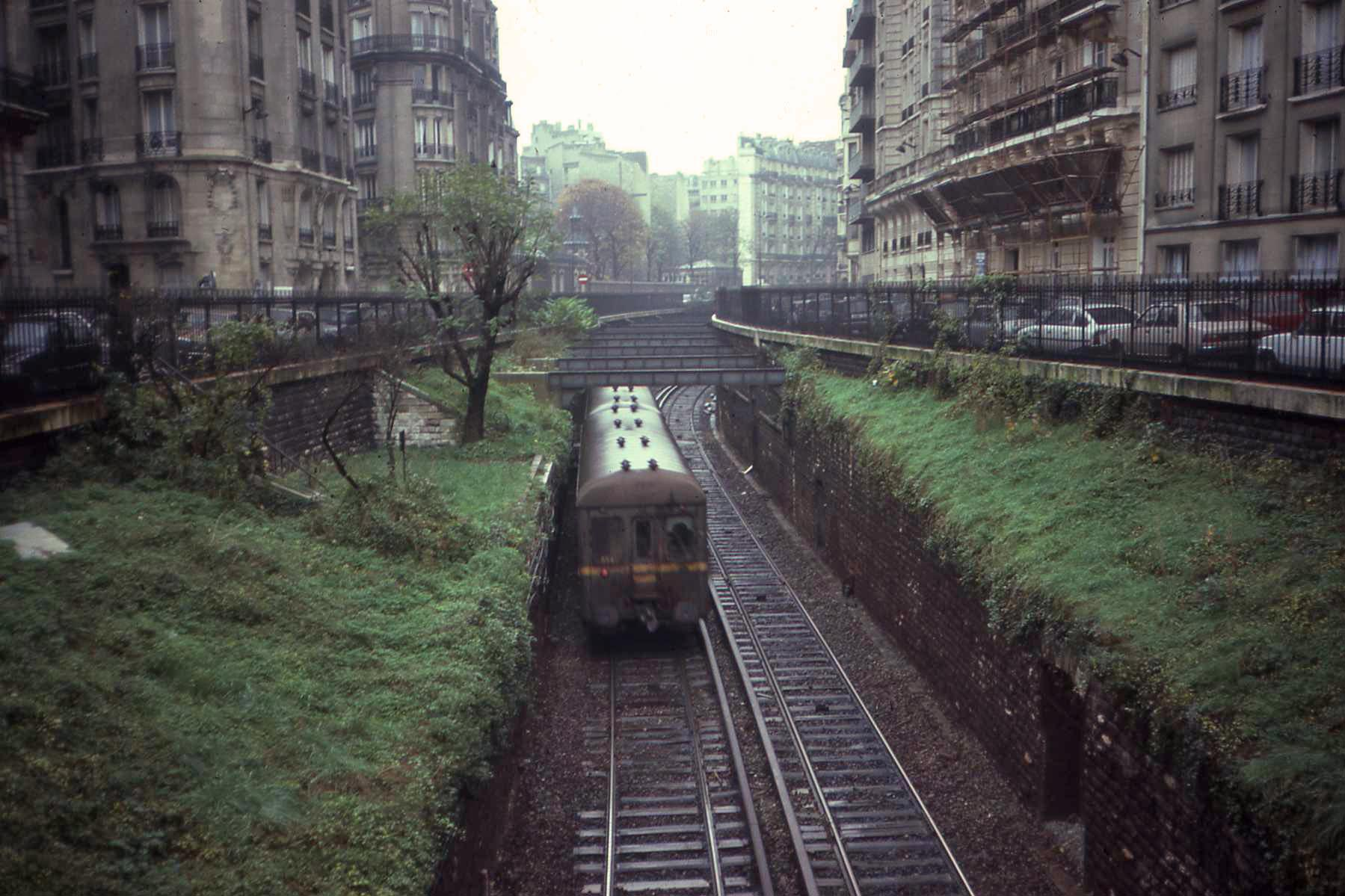
Tranchée ferroviaire en 1984, entre les deux boulevards.
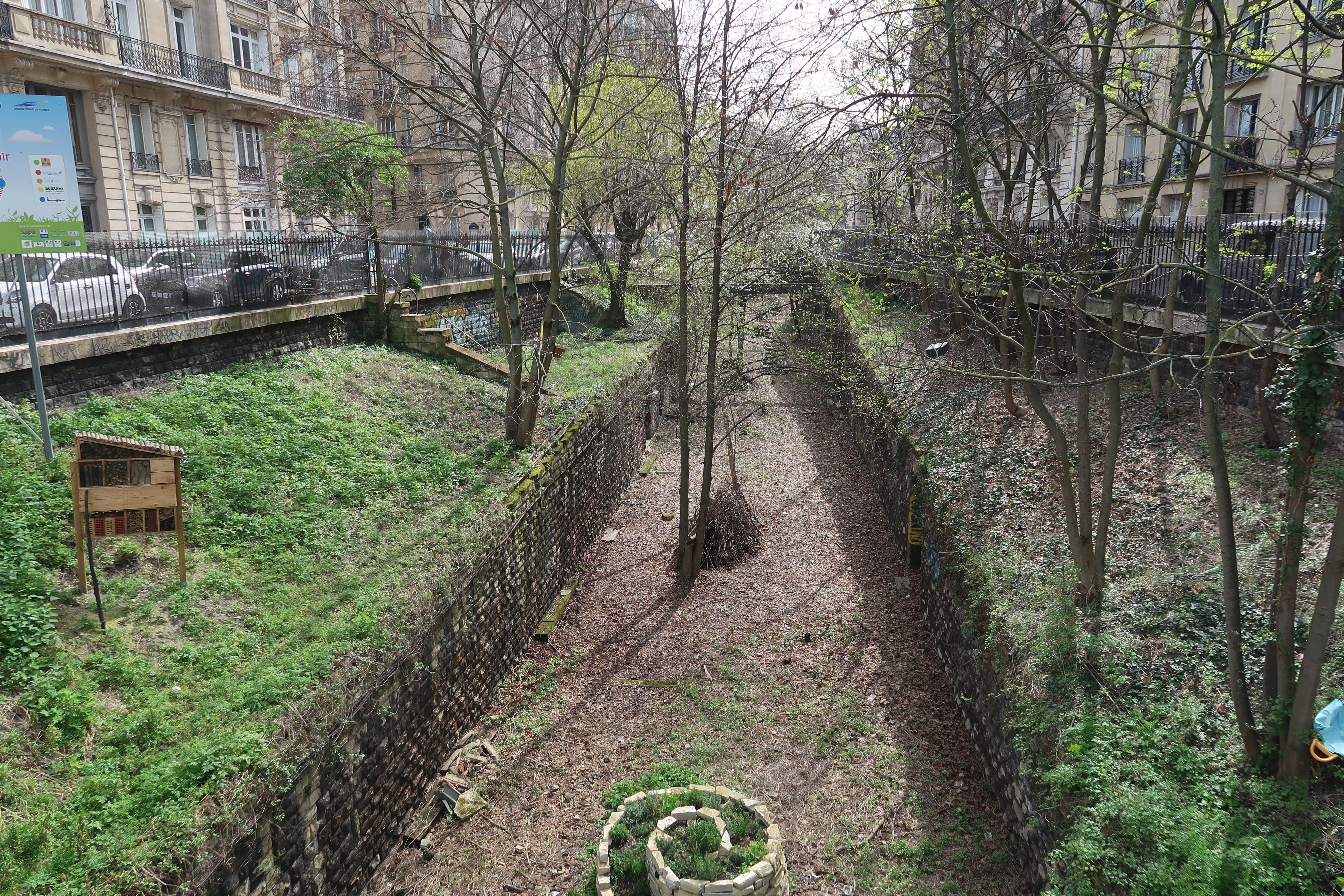
La même tranchée, devenue une friche.
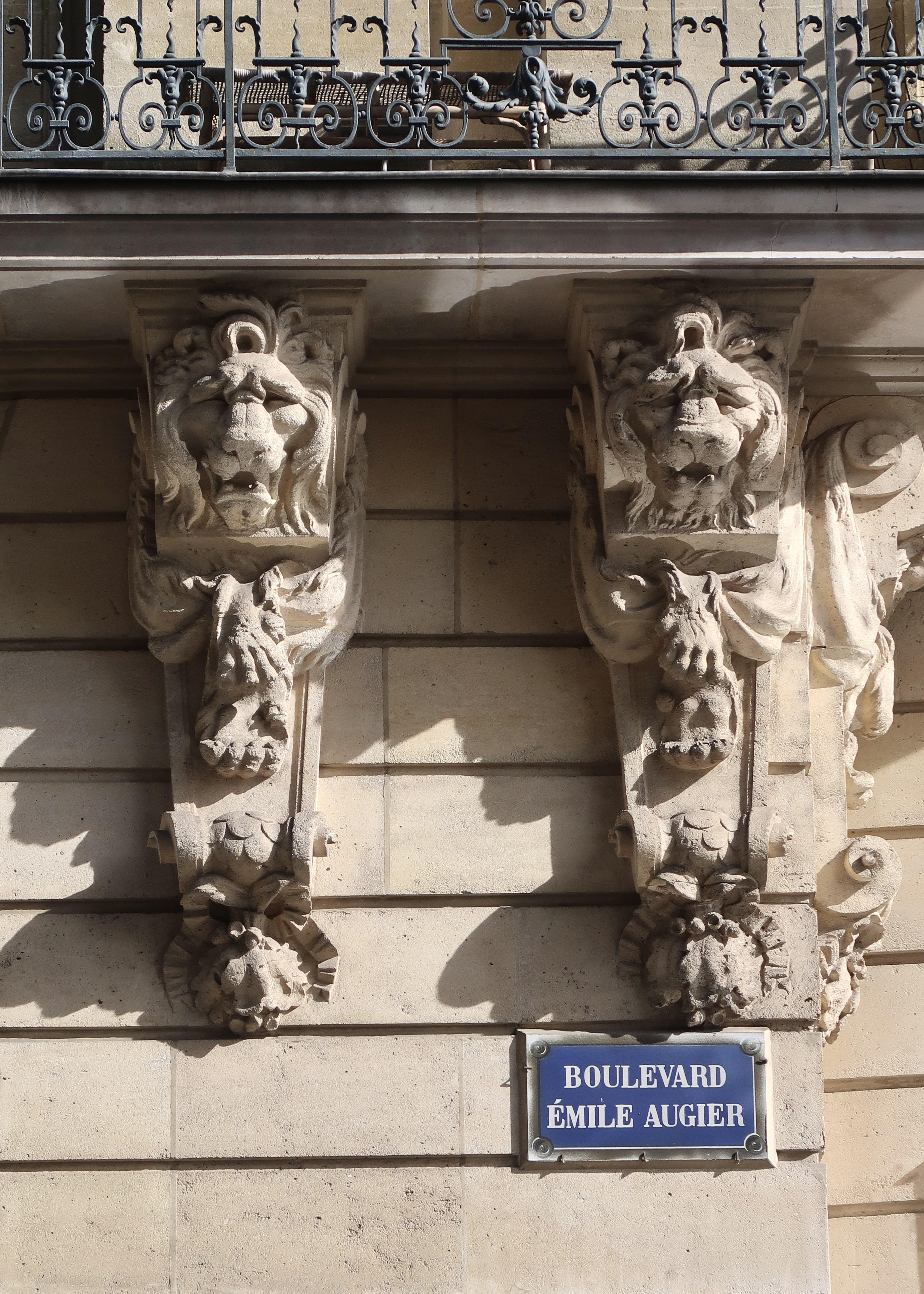
Lions sculptés au no 2.
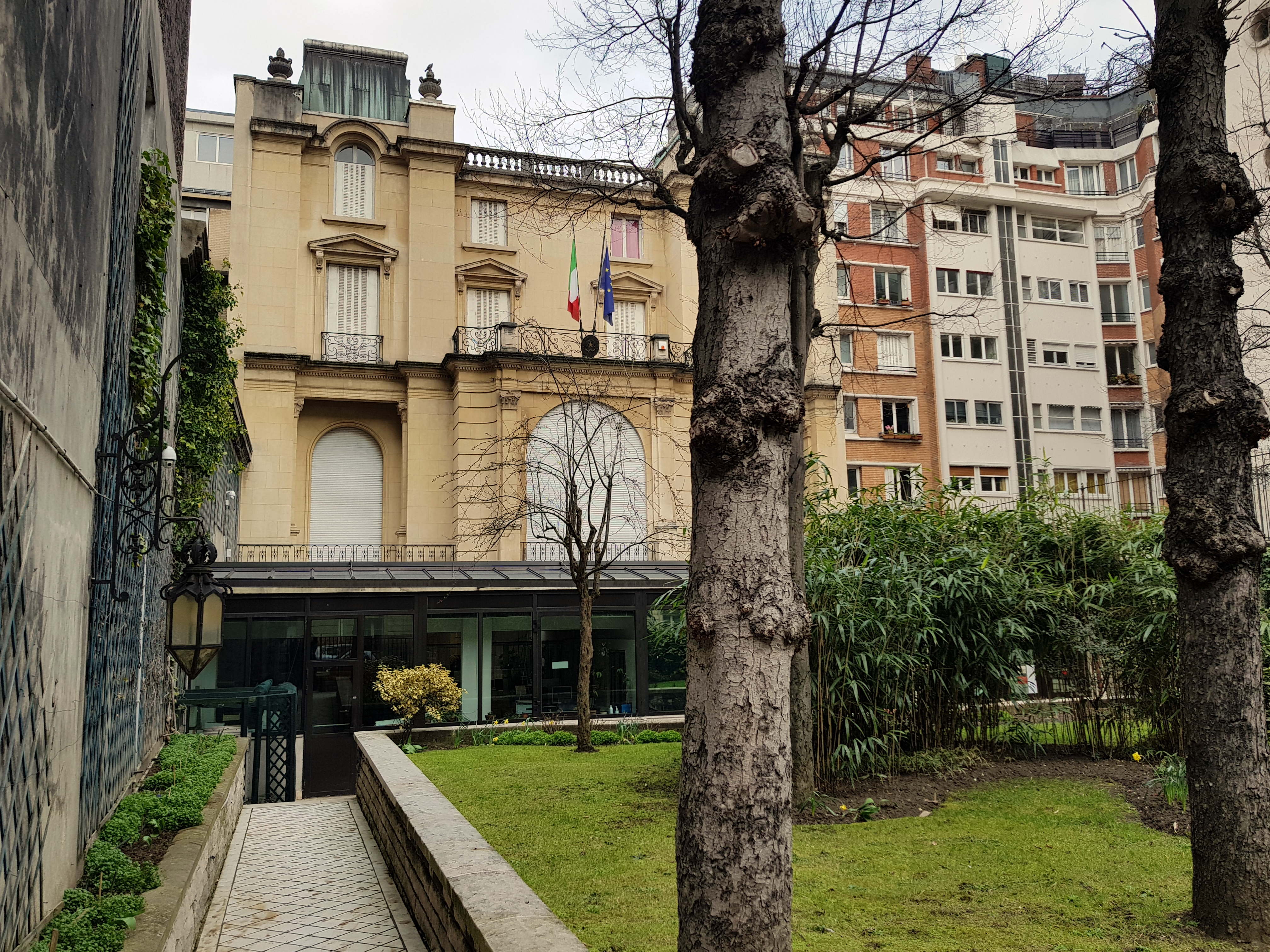
Consulat général d'Italie.
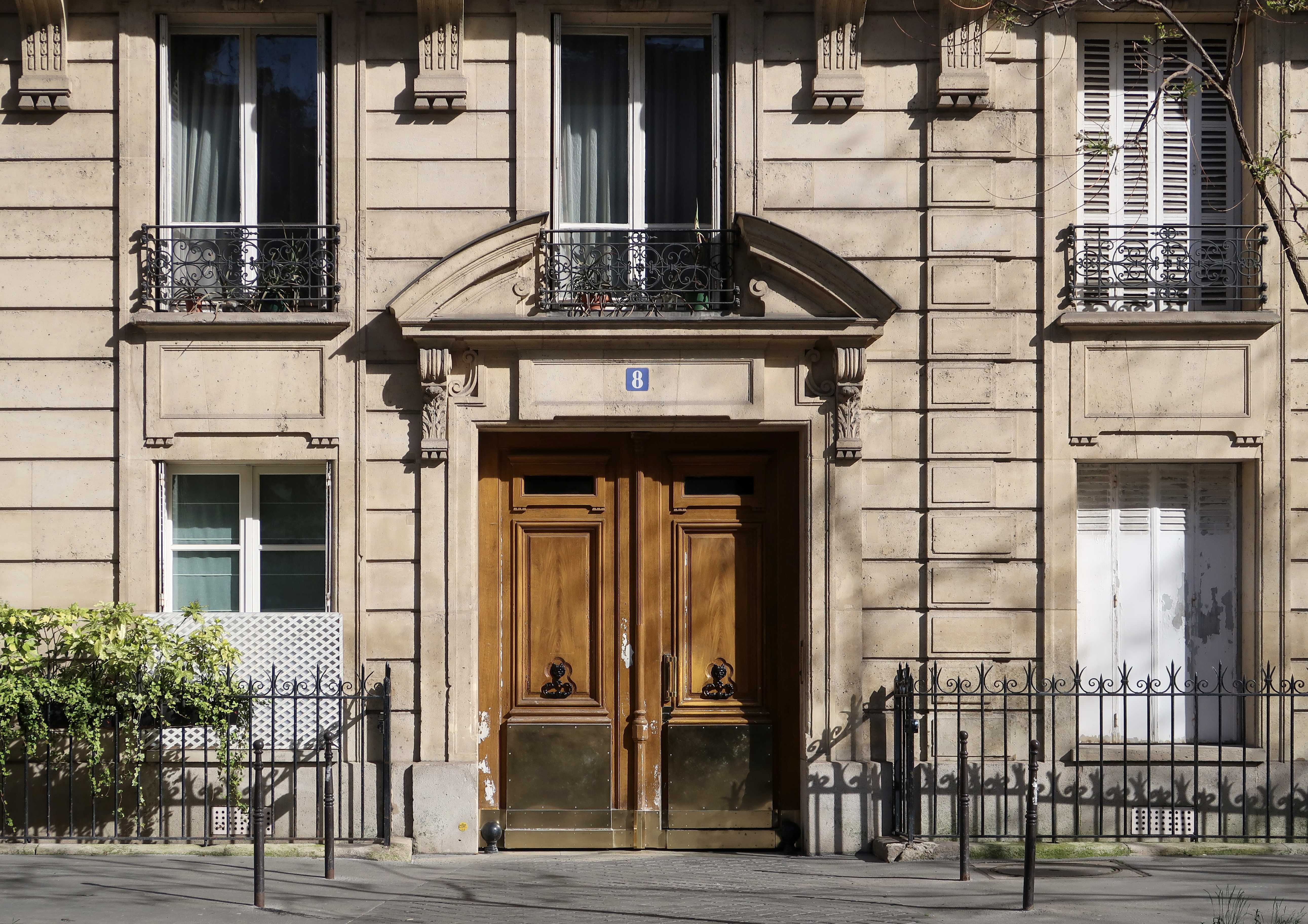
No 8.
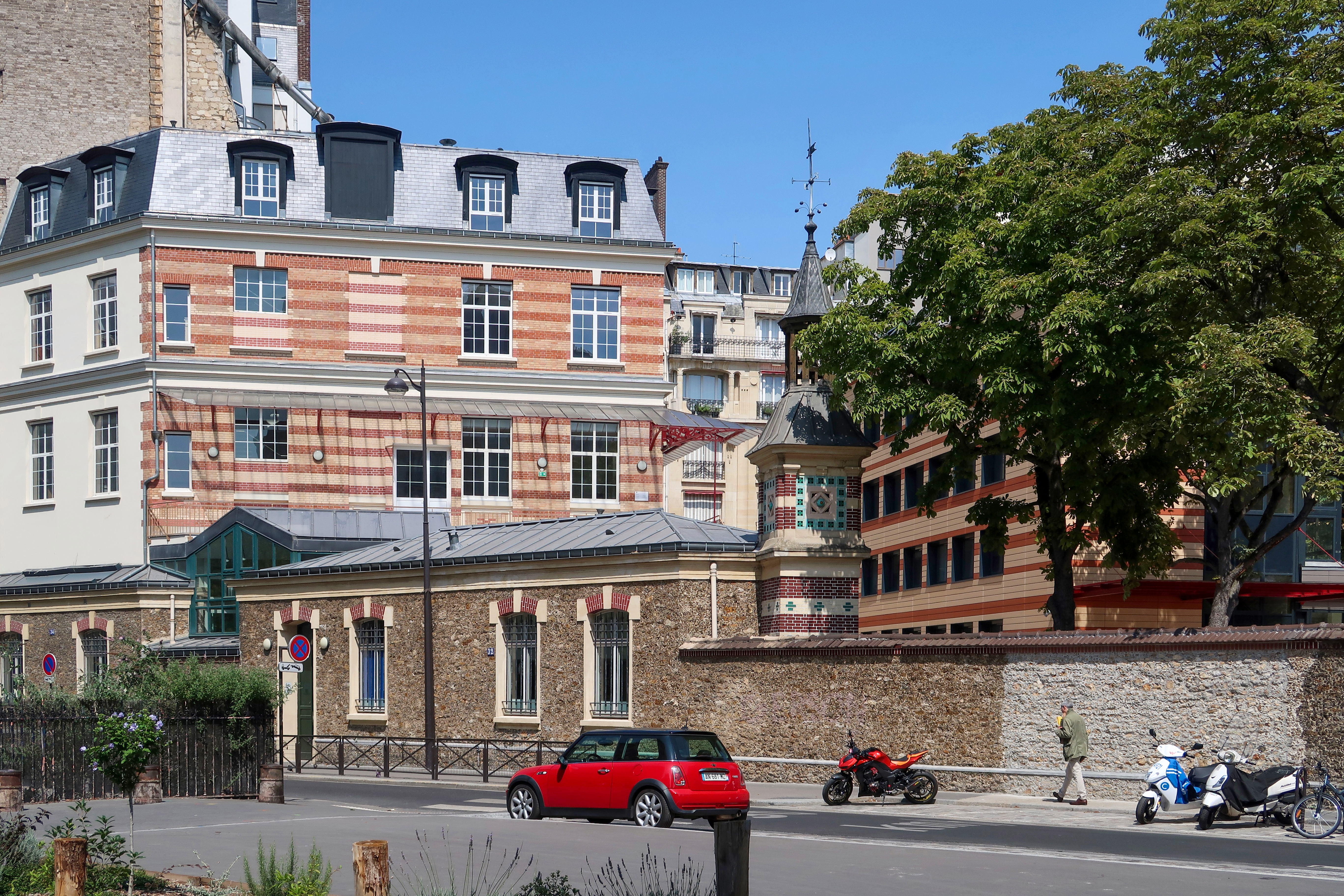
Lycée Gerson.
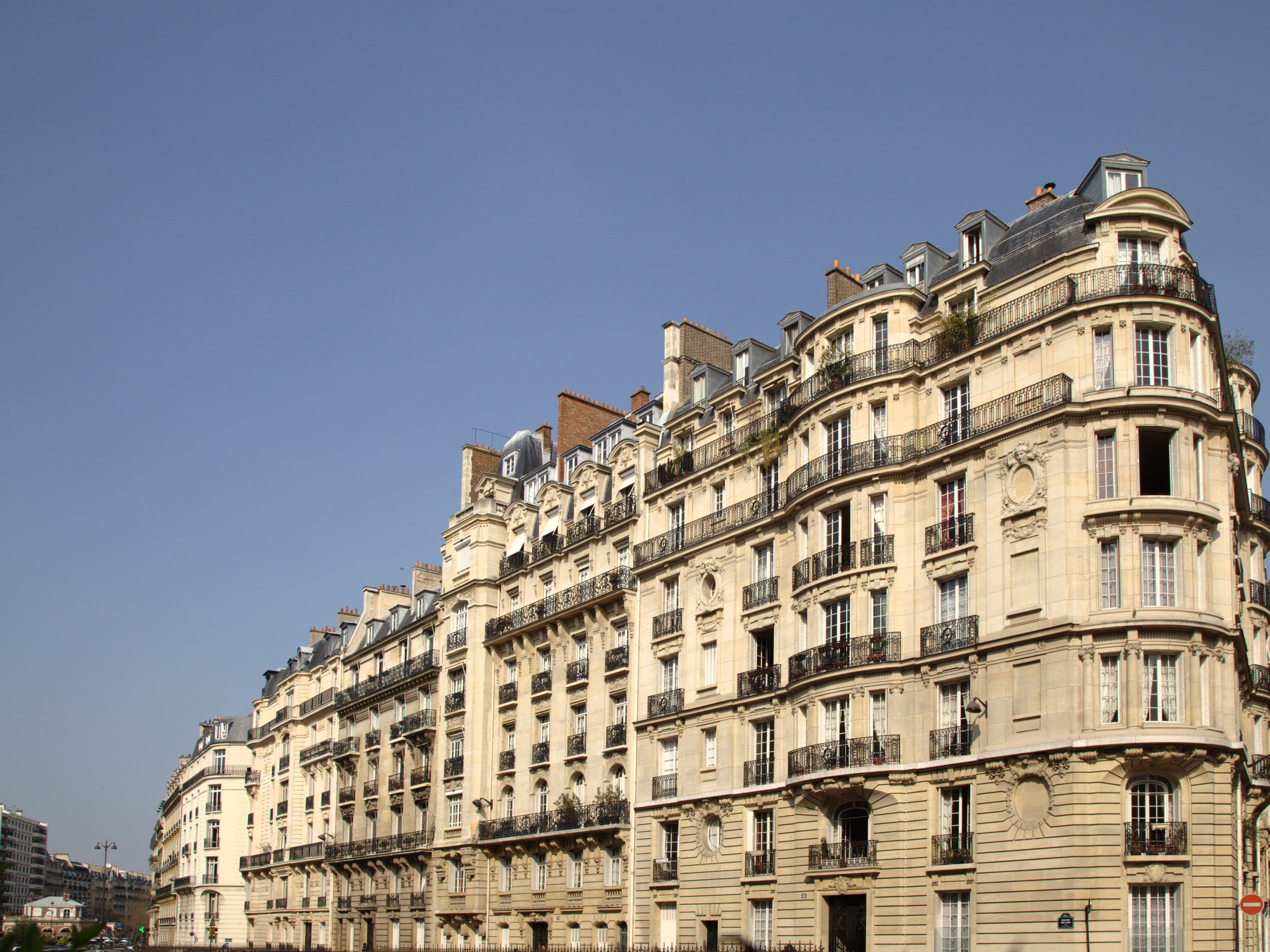
Sommets d'immeubles sur la partie nord de la voie.